# Damą być
Damą być (ang. Ladette to Lady) – brytyjski program rozrywkowy typu reality show nadawany w latach 2005–2010.
W latach 2016–2021 w Polsce emitowana była lokalna wersja programu – Projekt Lady.

## Zasady programu
W programie bierze udział osiem (w pierwszej edycji: dziesięć) dziewczyn w wieku 18–29 lat, które reprezentują imprezowy styl życia. Uczestniczki trafiają do Eggleston Hall (w piątej edycji: do Hereford Hall), gdzie pod okiem ekspertów oraz mentorek uczone są dobrych manier. Od pierwszego odcinka z programu eliminowana jest co najmniej jedna uczestniczka, która najgorzej rokuje na zmianę oraz najsłabiej radzi sobie z zadaniami. Do finału trafiają trzy (w pierwszej edycji: cztery) uczestniczki, spośród których wybierana jest zwyciężczyni.

## Ekipa programu

### Mentorzy
- Gill Harbord – dyrektorka szkoły, nauczycielka florystyki
- Elizabeth Brewer – nauczycielka etykiety
- Kate Forester – nauczycielka wymowy i dykcji
- Rosemary Shrager – nauczycielka gotowania
- Vanessa Hooper – nauczycielka tańca
- Lady Elizabeth Devenport – nauczycielka manier

#### Byli mentorzy
- Jean Broke-Smith – dyrektorka szkoły (1. edycja)

## Uczestnicy

### Pierwsza edycja
| Miejsce | Uczestnik               |
| ------- | ----------------------- |
| 1.      | Hayley Brisland         |
| 2.      | Michelle King           |
| 3.      | Rachael Carter-Eagleton |
| 4.      | Clare Randall           |
| 5.      | Jessica Upton           |
| 6.      | April Duncan            |
| 7.      | Sarah Jane Gregory      |
| 7.      | Sarah Newman            |
| 9.      | Jemma Gunning           |
| 9.      | Sarita Bhardwaj         |

### Druga edycja
| Miejsce | Uczestnik            |
| ------- | -------------------- |
| 1.      | Victoria Jenkins     |
| 2.      | Clara Mayer          |
| 3.      | Frances Rowe         |
| 4.      | Laura Hearsum        |
| 5.      | Louise Porter        |
| 6.      | Rebecca Squire       |
| 7.      | Angela Mott          |
| 8.      | Emma Phillips-Martin |

### Trzecia edycja
| Miejsce | Uczestnik           |
| ------- | ------------------- |
| 1.      | Nicole Elouise Hart |
| 2.      | Holly Clements      |
| 3.      | Louise Porter       |
| 4.      | Simone Webber       |
| 5.      | Neema Mattaker      |
| 6.      | Kelly Simpson       |
| 7.      | Amber Jaques        |
| 8.      | Laura Waude         |
| 9.      | Charlotte Donohue   |

### Czwarta edycja
| Miejsce | Uczestnik        |
| ------- | ---------------- |
| 1.      | Nicole Mitchell  |
| 2.      | Skye Harper      |
| 2.      | Kristyn Gohrt    |
| 4.      | Sarah Brunton    |
| 5.      | Zoe Irons        |
| 6.      | Bianca Stevens   |
| 7.      | Emily Biggs      |
| 8.      | Maria De Corrado |

### Piąta edycja
| Miejsce | Uczestnik            |
| ------- | -------------------- |
| 1.      | Donnelle Goemans     |
| 2.      | Shari Linney         |
| 2.      | Jessica Shaw-Walford |
| 4.      | Kaila Edwards        |
| 5.      | Kelly Johnson        |
| 6.      | Kerryn Armstrong     |
| 7.      | Samantha McLeod      |
| 8.      | Letisha Hapimana     |